# Starkotters grav

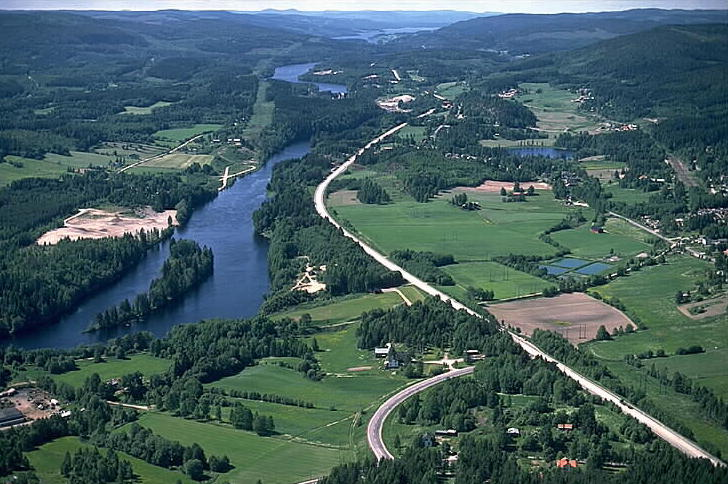
Starkotters grav
links vom Straßenbogen – in der Bildmitte

Starkotters grav ist eine rechteckige, rösenähnliche Steinsetzung aus der germanischen Eisenzeit (0–600 n. Chr.) bei Vattjom, 17 km westlich von Sundsvall, in Västernorrland südlich der E 4 in Schweden. Neben der namensgebenden Steinsetzung umfasst der engere Fundplatz einen Grabhügel, eine weitere rechteckige und vier runde Steinsetzungen sowie zwei Bautasteine. In der Umgebung liegen etwa 30 weitere Fundplätze mit insgesamt 130 Objekten.
Die als Starkotters grav bezeichnete Steinsetzung misst etwa 16 auf 4,5 bis 6,0 Meter, mit der größten Breite in der Mitte. Die Ecken werden durch wesentlich größere, in den Boden gesetzte Steine markiert, wobei der Stein an der Südwestecke zerstört wurde. Die Steine auf der Westseite stellen nach der lokalen Tradition die Füße des Riesen Starkotter dar, die der Ostseite seinen Kopf und Hals.
Ursprünglich wurde die Anlage als Röde-Pilts grav bezeichnet, ebenfalls nach einem legendären Riesen. Die heutige Bezeichnung knüpft wahrscheinlich an die Darstellung des schonischen Kriegers Starkotter in Erik Julius Biörners 1737 erschienene Nordiska kämpa dater an.
Einer der bronzezeitlichen Hügel in der Hügelreihe von Lejre in Dänemark heißt vermutlich aus demselben Grund „Stærkodders Høj“.